# Everybody Loves Raymond
Everybody Loves Raymond (em Portugal: Todos Gostam do Raymond, e no Brasil: Raymond e Companhia ou Todo Mundo Ama o Raymond), é  uma premiada e popular sitcom norte-americana produzida de 1996 a 2005.

## Personagens
Ray Barone (Ray Romano) é o personagem principal da série. Ele vem da família Barone que tem parentescos na Itália, porém nunca os visita. Ray leva uma vida tranquila: é casado com uma linda mulher (Debra), tem três filhos e é considerado um jornalista de sucesso. Trabalha para o jornal local, cobrindo notícias sobre esportes. Além disso, vive numa grande e confortável casa em Long Island. Mas todos os dias, é obrigado a aturar sua família, que mora do outro lado da rua, e todos os dias eles o visitam.
Debra Barone (Patricia Heaton) é a esposa de Ray. É muito bonita e atraente e passa o dia cuidando das crianças e da casa, além de aturar as críticas da mãe de Raymond (Marie) que a visita todos os dias.
Robert (Brad Garrett) é um policial de ordem em Long Island. É muito alto, sendo alvo de piadas pelos familiares. É bastante agressivo e sente inveja de seu irmão Ray por ele ter um bom emprego, esposa, filhos e uma vida perfeita que ele sempre sonhou. Na infância, ele não era paparicado como Ray, e sente invejas disso.
Marie (Doris Roberts) é a mãe de Ray e Robert. É egoísta e critica de tudo o que Debra faz. Ela até lava de novo as roupas das crianças e traz comida de sua casa porque acha que Debra é má cozinheira. Tenta sempre fazer o melhor para Raymond, seu filho preferido, paparicado desde a infância.
Frank (Peter Boyle) é o mais egoísta e imprestável de todos os Barones. Todos tem medo de se impor a ele - além disso, Frank tem hábitos nojentos, come toda à hora e está sempre reclamando e fazendo piadas de Marie, além de desrespeitar todas as leis de trânsito e subornar seu próprio filho Robert que é policial.

## Premiações
Emmy Awards:
- Melhor Série de Comédia (2003, 2005)
- Melhor Ator Principal em Série de Comédia - Ray Romano (2002)
- Melhor Atriz Principal em Série de Comédia - Patricia Heaton (2000-2001)
- Melhor Ator Coadjuvante em Série de Comédia - Brad Garrett (2002, 2003 e 2005)
- Melhor Atriz Coadjuvante em Série de Comédia - Doris Roberts (2001, 2002, 2003 e 2005)
- Melhor Escritor em Série de Comédia por "Baggage" - Tucker Cawley (2003)[1]

Screen Actors Guild:
- Melhor Elenco (série de comédia) (2003)

Guia Escrito: Melhor Roteiro por "Italy" Philip Rosenthal (2002)
Nomeações:
Emmy Awards:
- Melhor Série de Comédia (1999-2005) 7 nomeações
- Melhor Ator Principal em Série de Comédia - Ray Romano (1999-2003, 2005) 6 nomeações
- Melhor Atriz Principal em Série de Comédia - Patricia Heaton (1999-2005) 7 nomeações
- Melhor Ator Coadjuvante em Série de Comédia - Brad Garrett (2000, 2002-2005) 5 nomeações
- Melhor Ator Coadjuvante em Série de Comédia - Peter Boyle (1999-2005) 7 nomeações
- Melhor Atriz Coadjuvante em Série de Comédia - Doris Roberts (1999-2005) 7 nomeações
- Melhor Escritor em Série de Comédia, 6 nomeações: Philip Rosenthal e Ray Romano "Bad Moon Rising" (2000), Philip Rosenthal "The Angry Family" (2001), Jennifer Crittenden "Ray's Journal" (2001), Tucker Cawley "Baggage" (2003), Mike Royce "Counselling" (2003), Philip Rosenthal, Ray Romano, Lew Schneider, Steve Skrovan, Jeremy Stevens, Aaron Shure, Mike Royce, Leslie Caveny, Tom Caltabiano "Finale" (2005)

Golden Globe Awards:
- Melhor Performance de Ator em Série de Comédia - Ray Romano (2000-01) 2 nomeações

Screen Actors Guild:
- Melhor Performance de Elenco em Série de Comédia (1999-2000, 2002, 2004-06) 6 nomeações
- Melhor Performance de Ator em Série Comédia - Ray Romano (2000, 2002, 2003-2005) 5 nomeações
- Melhor Performance de Ator em Série de Comédia - Brad Garrett (2004)
- Melhor Performance de Ator em Série de Comédia - Peter Boyle (2002, 2004) 2 nomeações
- Melhor Performance de Atriz em Série de Comédia - Patricia Heaton (2002-2006) 5 nomeações
- Melhor Performance de Atriz em Série de Comédia - Doris Roberts (2004-05) 2 nomeações

## Recepção da crítica
Em sua primeira temporada, Everybody Loves Raymond teve recepção geralmente favorável por parte da crítica especializada. Com base de 13 avaliações profissionais, alcançou uma pontuação de 74% no Metacritic. Por votos dos usuários do site, atinge uma nota de 7.6, usada para avaliar a recepção do público.